# Atsuto Iida
Atsuto Iida (em japonês:  飯田 純士, Iida Atsuto; Aomori, 24 de dezembro de 1993) é um jogador de polo aquático japonês.

## Carreira
Iida integrou a Seleção Japonesa de Polo Aquático que ficou em décimo segundo lugar nos Jogos Olímpicos de 2016.